# Wells (Minnesota)
Wells es una ciudad ubicada en el condado de Faribault en el estado estadounidense de Minnesota. En el Censo de 2010 tenía una población de 2343 habitantes y una densidad poblacional de 454,59 personas por km².

## Geografía
Wells se encuentra ubicada en las coordenadas 43°44′35″N 93°43′40″O / 43.74306, -93.72778. Según la Oficina del Censo de los Estados Unidos, Wells tiene una superficie total de 5.15 km², de la cual 5.15 km² corresponden a tierra firme y (0%) 0 km² es agua.

## Demografía
Según el censo de 2010, había 2343 personas residiendo en Wells. La densidad de población era de 454,59 hab./km². De los 2343 habitantes, Wells estaba compuesto por el 96.93% blancos, el 0.17% eran afroamericanos, el 0.17% eran amerindios, el 0.77% eran asiáticos, el 0% eran isleños del Pacífico, el 0.85% eran de otras razas y el 1.11% pertenecían a dos o más razas. Del total de la población el 7.34% eran hispanos o latinos de cualquier raza.